# Аптека „Марица“
Аптека „Марица“ e една от най-старите аптеки в Пловдив. Парковата градина пред аптеката е известно като площад „Аптека Марица“. Подлезът на Главната улица под булевард „Шести септември“ е известен със същото име.

## История
Аптеката е създадена през 80-те години на ХІХ век. Нейни собственици били баща и син Токатлиян – местни фармацевти. За пръв път името на Габриел Токатлиян се споменава в пловдивската преса през май 1884 г. Първоначалното място на аптеката не е известно. През декември 1896 г. Габриел Токатлиян фалирал и управлението на аптеката е било поето от командитно дружество. През 1902 г. Токатлиян отново се върнал към аптекарството.
През 1908 г. аптеката, намираща се тогава на пресечката на „Княз Александър“ и „Шести септември“, била закупена от младия магистър по фармация Харитон Куев – бъдещ депутат и кмет на Пловдив. Той решава да построи върху отсрещната страна на улицата ново представително здание по европейски образец. Възложил проектирането на архитект Пенчо Койчев, който по-късно се прочул с проектирането на царския дворец в Бистрица и Съдебната палата в София. Италианката Емилия Събева, потомка на венецианския живописец Джакомо Фаврето, е авторка на скулптурните фигури, украсяващи сградата на аптеката.. Откриването на новата аптечна сграда е едно от най-големите събития в града през 1911 г. 
Преди 1979 г. във връзка с разширяване на улица „Шести септември“, емблематичното за Пловдив здание е разрушено. По късно там е построен жилищен блок и аптеката е разположена на първия му етаж.
През 2017 г. аптеката престава да съществува и в помещенията ѝ, собственост на търговското дружество „Аптечно Пловдив“, се нанася клон на банка.

## Галерия
- Блокът, в който е била аптеката
- Площадът пред апкетака
- Първоначалната сграда на аптеката